# Église du Sacré-Cœur de Tart-le-Haut
L'église du Sacré-Cœur est un édifice religieux, de style néogothique, érigé au XIXe siècle, dans la commune de Tart-le-Haut, en Côte-d'Or.

## Édification
À l'origine de cette construction se trouve le frère bénédictin Maur, de l'Abbaye Sainte-Marie de la Pierre-Qui-Vire (Yonne).
  
L'élévation de l'église de Tart-le-Haut débute en 1889 et s'achève 3 ans plus tard, avec la consécration de l'édifice.

## Architecture
L'église se compose de deux tours carrées, hautes de 25 mètres, à plate-forme couronnée d'une balustrade flanquant, sans saillie, le pignon de la façade.

Cette dernière est percée d'une large entrée et de vitraux. Au-dessus de celle-ci, un tympan représentant le Christ en croix.

Plus haut, entre deux cadrans, une vaste rosace, surmontée d'une fenêtre trigéminée.

Plus haut encore, au-dessus du pignon, se dresse une grande statue du Sacré-Cœur de Jésus pénitent.
 Le monument sans transept s'allonge à l'est et se termine par une abside arrondie, au toit d'ardoise à pans coupés.

Au milieu de la toiture haute de l'édifice se dresse une flèche aux arêtes dentelées.